# Hestehale-familien
Hestehale-familien (Hippuridaceae) har meget reducerede blomster, hvilket har ført til den isolerede stilling i traditionel systematik (Cronquists system). Nyere molekylære studier viser, at slægterne i Hestehale-familien fylogenetisk skal placeres i Vejbred-familien (Plantaginaceae).